# Torduff Reservoir
Torduff Reservoir är en reservoar i Storbritannien.   Den ligger i riksdelen Skottland, i den centrala delen av landet, 500 km norr om huvudstaden London. Torduff Reservoir ligger 209 meter över havet.Trakten runt Torduff Reservoir består i huvudsak av gräsmarker.